# Пантович, Милош (футболист, 2002)
Ми́лош Па́нтович (серб. Милош Пантовић; род. 24 августа 2002, Нови-Сад) — сербский футболист, полузащитник клуба ТСЦ и сборной Сербии.

## Футбольная карьера
Милош является уроженцем города Нови-Сад, расположенного в автономном крае Воеводина. Начинал заниматься футболом в команде края, в 2017 году перешёл в академию одного из лидеров сербского футбола — «Црвены звезды». В январе 2020 года отправился в аренду в клуб «Графичар», являющийся фарм-клубом Црвены и выступавший в Первой лиге Сербии. 29 февраля дебютировал в профессиональном футболу в поединке против команды «Раднички Пирот». 20 июля забил свой первый мяч в ворота «Синджелича».
В июле 2020 года вернулся в «Црвену звезду» и был отдан в полугодичную аренду в клуб «Вождовац». 1 августа дебютировал в чемпионате Сербии в поединке против «Радника», выйдя на поле на замену на 61-й минуте вместо Милоша Стойчева. 12 сентября забил дебютный гол за новую команду в ворота «Металаца».
Выступал за сборную Сербии среди юношей до 17 лет.